# Саборна црква у Подгорици
Храм Христовог васкрсења у Подгорици је православни храм у Подгорици и саборна црква Митрополије црногорско-приморске Српске православне цркве. Налази се на Новом граду, западно од ријеке Мораче.

## Историјат
Реализацију предратног плана Митрополије црногорско-приморске и Црквене општине Подгорица да се гради Саборни храм у старој Подгорици, онемогућио је Други свјетски рат. У послијератном времену, земљиште на коме је била намјера да се сагради храм комунистичке власти су једнострано изузеле из власништва Цркве. Захтјев да се гради Саборни храм у Подгорици на старом метоху манастира Хиландара, на црквеном земљишту у Момишићима, поднијет од стране Митрополије црногорско – приморске није никако могао да се уклопи у предложени Детаљни урбанистички план овог дијела града, јер је општински приступ рјешавању проблема око изградње храма био потпуно супротан духу црквене градње.
Архитекта др Предраг Ристић је по благослову Митрополита црногорско-приморског Амфилохија, урадио идејно рјешења храма. Послије дугих усаглашавања и добијања одобрења од надлежних власти, са благословом митрополита Амфилохија, саборни храм Васкрсења Христовог у Подгорици почео је да се гради 1993. године.
Дана 9. августа 1993. освећен је камен темељац будућег саборног храма Васкрсења Христовог. Архиепископ Цариграда и Патријарх Васељенски г. Вартоломеј заједно са Архиепископом Пећким и Патријархом Свесрпским г. Павлом, положили су у припремљеном мјесту укопаном испод Часног Крста прво Повељу а потом камен темељац. Послије овог историјског чина, који је Подгорица и Црна Гора чекала још од прије Другог свјетског рата, са бине постављене на ископаним темељима храма, вјерницима и свештенству обратили су се патријарси Вартоломеј и Павле, изасланик патријарха Алексија Другог Московског и цијеле Русије протојереј Василије Тарасјев и митрополит Амфилохије.
На темељима храма Христовог васкрсења на старом Хиландарском метоху у Момишићима, у 9 сати, 18. маја 1994, два Патријарха, архијереји и бројно свештенство започели су служење Саборне Свете Литургије. У васкршњем времену, на крају службе прве Свете архијерејске литургију на мјесту гдје се подиже нови храм, посвећен Христовом васкрсењу бесједили су Митрополит Црногорско-приморски Г. Амфилохије и Патријарх московски и цијеле Русије, господин Алексије Други.
Поред првог по части патријарха у Православној цркви Његове Свесветости Вартоломеја, Патријарха Васељенског, који је осветио темеље храма, и Његове Светости блаженопочившег Патријарха Московског и Сверуског Алексеја II у чијој је свештеној пратњи био тадашњи Митрополит Смоленски Кирил, садашњи руски патријарх, и други патријарси и архиепископи православни посјетили су храм Васкрсења у току његове градње. Папа и Патријарх александријски, који носи и титулу Судија васељене, Петар VII, са својом пратњом од три митрополита посјетио је храм 4. маја 2002. године. У току посјете сабрао се велики број Подгоричана да узме благослов овога јерарха из древне александријске цркве коју је основао свети апостол и јеванђелист Марко, а која у диптиху помјесних православних цркава заузима друго мјесто. Архиепископ атински и све Јеладе Христодул са својом високом делегацијом од четири митрополита посјетио је храм 11. септембра 2001. године. Том приликом Блажењејши Архиепископ Христодул даровао је у име Атинске Архиепископије петнаест милиона драхми за израду иконостаса у храму. Његова Светост Архиепископ Пећки Митрополит Београдско-карловачки и Патријарх Српски Иринеј, неколико мјесеци након избора на трон Светога Саве у току посјете Митрополији Црногорско приморској о Лучиндану 2010. године, посјетио је и Саборни храм у Подгорици. Том приликом Његова Светост Патријарх Иринеј присуствовао је свечаној Духовној Академији у препуној крипти храма, поводом славе цетињске богословије празника Светог Петра Цетињског. Велики број угледних епископа Руске православне цркве посјетио је Саборни храм у Подгорици. Блаженопочивши Митрополит Волколамски Питирим, затим Предсједник Одјељења спољњих црквених Веза Руске православне цркве Митрополит Волколамски Иларион, архиепископ екатернибуршки Викентије, архиепископ Краснојарски Антоније, архиепископ Гродњенски и Волковиски Артемије из Бјелорусије, Архиепископ Мукачевски и Ужгородски Теодор из Украјине и други.
По утемељењу Саборног храма почиње и прослављање најрадоснијег празника Рождества Христова. Најприје се почињу налагати бадњаци на Бадње вече у ископаној рупи темеља и будуће крипте, а затим по завршетку грубих радова у крипти посвећеној Свим светим почиње и служење Свете Литургије на Божић, а налагање бадњака пред Саборним храмом у току његове градње постаје најмасовније годишње окупљање народа у Подгорици и Црној Гори.
Како се храм грађевински уздизао, тако су и Богослужења у њему постајала све чешћа и све бројнија. Са стварањем услова, завршетком грубих грађевинских радова, а нарочито са украшавањем и привођењем крају радова у крипти храма, код људи почиње све чешће да се развија жеља да се крсте и да се вјенчају под сводовима овог величанственог храма. Тако је до дана освећења Храма у њему крштено 900 душа и ступило у Свету Тајну Брака 700 брачних парова.
Са завршетком грађевинских и привођењем крају умјетничких радова у крипти Свих Светих добија се један посебан простор за којим је црквени живот у Подгорици вапио годинама. Крипта посвећена Свим Светим, са површином од око 1000 m², постаје централно мјесто прославе свих значајних догађаја духовног живота Подгорице и Митрополије.
Од 2008. године у крипти почиње редовно недељно и празнично Богослужење на којем се сабира велики број вјерника, а благословом Високопреосвештеног Митрополита Амфилохија због духовних потреба вјерног народа увећава се и број свештенослужитеља при Саборном храму.
На великим празничним службама на Васкрс, Божић, Богојављење и празник Светог Симеона Мироточивог била су честа рукоположења у чин презвитера и ђакона.
У храму Васкрсења било је петнаест презвитерских и ђаконских рукоположења, као и епископска хиротонија игумана острошког Јована Пурића 4. јула 2004. године, којом је обновљена древна титула епископа Диоклијског.
Тога дана је Свету Саборну Литургију у храму Васкрсења Христовог служио Патријарх Српски Павле уз саслужење Митрополита Амфилохија и још дванаест епископа наше помјесне Цркве, мноштва презвитера и ђакона и неколико хиљада вјерног народа.
Највећи молитвени скуп који се догодио пред Саборним храмом у годинама његове градње је молебан за спас Косова и Метохије одржан фебруара 2008. године. 
Осим богослужбених сабрања, у крипти се почињу одржавати и други духовни садржаји: Светосавске и друге духовне академије, предавања, концерти духовне музике, дјечји програми, промоције књига и др.
У просторијама поред храма у току његове градње одвијале су се активности: братства православне омладине Свети Симеон Мироточиви, вјеронауке за дјецу и омладину, курсеви страних језика, дјечјег хора и хора Свети Марко. При храму је 2010. године отворена и прва Народна кухиња у Црној Гори.
Крипта је освећена у Недељу Свих Светих 2013. године. Чином освећења и светом Архијерејском Литургијом је начелствовао Архиепископ Цетињски Митрополит Црногорско-приморски Амфилохије уз саслужење Епископа Будимљанско-никшићког Јоаникија, Полошко-кумановског Јоакима, мноштва презвитера и ђакона и препуном криптом народа Божјега.
Освећењем храма Христовог васкрсења 7. октобра 2013. године, на старом хиландарском метоху, који вјековима чува успомену на велике ктиторе, српски и светогорски дух, испуниће се још један завјет наших предака. Свети Симеон Мироточиви, као родоначелник Светородне лозе Немањића, оснивач и градитељ манастира Хиландара коме је даривао и посједе у мјесту свога рођења, у дивном подгоричком храму Христовог васкрсења, и у његовој литургијској пјесми, на својој очевини, прослављајући свој деветстоти рођендан, наставља да живи и траје у молитвеном подвигу и труду народа чији је вјечни, неодступни и неуморни заступник пред Богом Творцем васељене.
„Храм Христовог васкрсења у Подгорици, поред своје суштинске намјене, поред васкрсавања њиме свега онога што је хришћанско предање оставило кроз вјекове на овим нашим просторима, поред обнављања памћења на живот Цркве Христове од апостолских времена па све до нашег времена, поред циља да треба да сабира око себе и у себи ближње и даљне, има једну суштинску функцију и суштинско значење - он јесте и треба да буде позив на помирење“, казао је Митрополит Амфилохије у изјави Радију „Светигора“.

## Галерија
- Лоза Преподобног Симеона, код јужног зида Саборне цркве у његовом родном граду, Подгорици
- Света 42 мученика Момишићка